# 키움 히어로즈의 마스코트
다음은 대한민국의 야구단 키움 히어로즈의 마스코트이다.

## 턱돌이

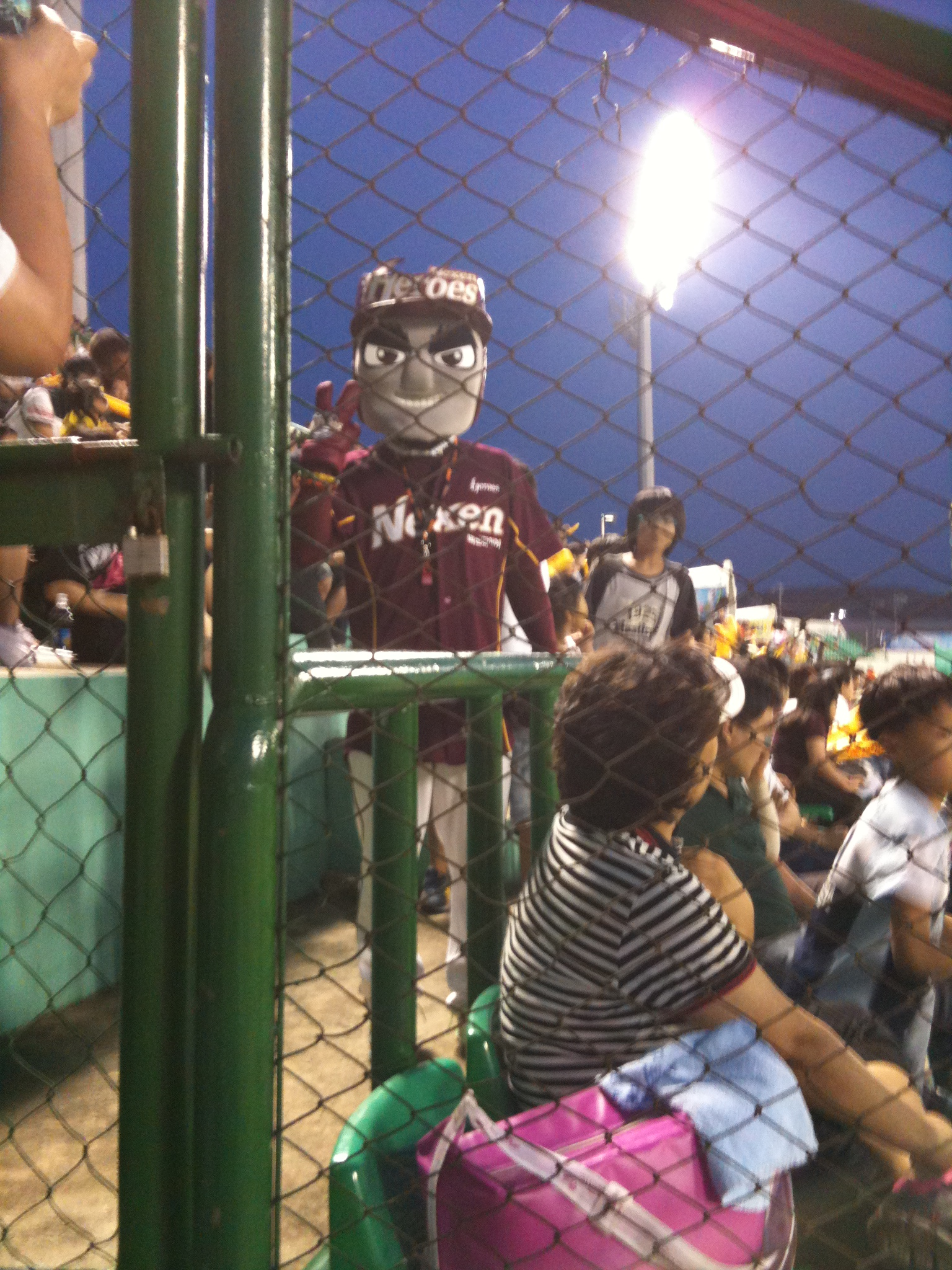
2011년, 군산월명종합운동장 야구장에서 턱돌이

턱돌이의 공식명칭은 히어로이나 뾰족하고 큰 턱의 외모를 하고 있기에 턱돌이라는 명칭이 더 많이 사용된다. 턱돌이는 등번호 00번을 달고 활동한다. 턱돌이는 전 야구 선수였던 길윤호가 2008년부터 탈을 쓰고 2014년 전반기까지 활동했다. 지금은 제2기 턱돌이 김진이 활동한다.

## 동글이
동글이는 2번째 마스코트 캐릭터이다. 턱돌이의 여자친구로 불리며 2015년 새로 등장한 신규 마스코트이다. 4월 9일 공식 발표되어 4월 10일에 턱돌이와 함께 시구 및 시타를 했다. 현재 시구식 때 안내를 해주는 역할을 하고 있다.